# 로랑카역
로랑카역(스페인어: Loranca)은 마드리드 지하철 12호선의 역이다. 마드리드 지방 푸엔라브라다 시의 로랑카 구 중심부에 위치해 있다. 근처에 로랑카 쇼핑센터가 있다. 요금구역상으로는 B2구역에 속한다.

## 역사
2003년 4월 11일 12호선 전 구간 개통과 함께 문을 열었다.
2015년 6월 20일부터는 우니베르시다드 레이 후안 카를로스 역부터 이 역까지 시설개선 공사로 인해 운행을 일시 중단하면서, 임시 시종착역이 되었다. 운행 중단기간 동안에는 마드리드 지하철공사 측에서 특별 버스노선을 편성해 운영하였다. 공사는 2015년 9월 6일에 끝났다.

## 환승 정보
역 주변에 시외버스 정류장이 한 곳 있다.
버스
- 푸엔라브라다 시내버스
  - 1, 4번 노선 (주간)
  - 5번 노선 (야간)
- 시외버스
  - 493, 527번 노선 (주간)

지하철
| 마드리드 지하철               | 마드리드 지하철        | 마드리드 지하철                 |
| ----------------------------- | ---------------------- | ------------------------------- |
| 오스피탈 데 모스톨레스 순환선 | 마드리드 지하철 12호선 | 오스피탈 데 푸엔라브라다 순환선 |